# Banksy
Pour les articles ayant des titres homophones, voir Banksi.
Banksy est un artiste d'art urbain qui travaille sous pseudonyme. Son véritable nom et son identité exacte sont inconnus et font toujours l'objet de spéculations. Apparemment britannique et actif depuis les années 1990, il utilise la peinture au pochoir pour faire passer ses messages, qui mêlent souvent politique, humour et poésie. Ses œuvres sont des images humoristiques, parfois combinées à des slogans. Le message est généralement anarchiste, antimilitariste, anticapitaliste ou antisystème et ses personnages sont souvent des rats, des singes, des policiers, des soldats, des enfants, des personnes célèbres ou des personnes âgées.

## Identité contestée
Banksy travaille sous un pseudonyme, et sa véritable identité fait l'objet de nombreuses spéculations.
Dans une interview de 2003 de The Guardian, l'artiste est décrit comme « blanc, 28 ans, débraillé décontracté - jeans, T-shirt, une dent d'argent, chaîne en argent et boucle d'oreille en argent. Il ressemble à un croisement entre Jimmy Nail et Mike Skinner de The Streets ».
Le livre Banksy captured, de Steves Lazarides, publie de nombreuses photos de Banksy au travail.
Selon les principales hypothèses, Banksy pourrait être :
- Robin Gunningham, né le 28 juillet 1973 à Yate, un graffeur de Bristol. Il a été le colocataire d'artistes ayant travaillé avec Banksy, puis a déménagé à Londres en 2000, époque où vont apparaître dans la capitale anglaise de nombreuses œuvres de Banksy[2]. En 2016, une étude affirme que l'apparition des travaux de Banksy serait liée aux déplacements connus de Gunningham[5],[6].
- Robert Del Naja (alias 3D), leader du groupe de trip hop Massive Attack[7]. Del Naja a été un artiste graffiti dans les années 1980, et il est connu comme étant ami de longue date de Banksy[8]. En juin 2017, au cours d'une interview, DJ Goldie a appelé Banksy « Rob »[9].
- Jamie Hewlett, artiste et dessinateur de bandes dessinées anglais, surtout connu pour la bande dessinée Tank Girl et le groupe virtuel Gorillaz[10].
- Robert Banks dit Robbie. Dans un article de la BBC publié le 21 novembre 2023, il est affirmé que le nom de l’artiste a été révélé dans une interview oubliée de 2003. Durant cette interview le journaliste Nigel Wrench lui demande s’il se nomme « Robert Banks », ce à quoi l’interrogé répond « c’est Robbie »[11].

## Biographie

### Début de carrière (1990-2001)
Il a commencé comme artiste à l'âge de quatorze ans, a été expulsé de l'école et a purgé une peine de prison pour des délits mineurs.
Pendant dix ans à la fin des années 1990, Banksy a vécu à Easton, Bristol, puis a déménagé à Londres vers 2000.
Étant plus jeune, Banksy fait partie du groupe de graffeurs, le Bristol's DryBreadZ Crew (DbZ). Il aurait été influencé par la scène underground de Bristol et par ses relations entre artistes et musiciens, cette ville ayant donné naissance au mouvement trip hop. C'est à cet endroit que Banksy réalisa ses premières œuvres.
Il se forge une certaine notoriété dans les milieux alternatifs et les médias traditionnels s'intéressent aussi à lui. Il participe au festival de graffitis Walls on Fire, en 1998, dans le quartier portuaire de Bristol. En 1999, il crée la fresque The Mild Mild West.
En 2000, il expose l'ensemble de son œuvre au restaurant Severnshed de Bristol.

### Années 2000

Université al-Qods, Jérusalem - 2005.

Beach Boys. Près de Bethléem - 2005.

En 2003, Banksy réalise la pochette du disque de Blur, Think Tank.
En 2004, il fait imprimer des faux billets de 10 livres. Il remplace l'effigie de la reine d'Angleterre par celle de Lady Diana et change la mention « Bank of England » en « Banksy of England ». Il en disperse la plupart lors du carnaval à Notting Hill.
En 2005, lors de son exposition Crude Oils, il détourne des tableaux de Claude Monet ou de Vincent van Gogh et à cette occasion, il libère deux cents rats.

Yellow Flower, Pollard Street (Londres) en 2007.

Banksy a fondé le projet « Santa's Ghetto » en réalisant des peintures sur le mur de Bethléem et aux abords du camp d'Aida afin de « redonner espoir aux habitants palestiniens ». En 2005, avec l'aide d'autres artistes, comme l'Américain Ron English, le mur de séparation devient peu à peu une toile artistique géante, comme avec l'image de la petite Vietnamienne brûlée au napalm tenue par les avant-bras par Mickey Mouse et Ronald McDonald. Concernant ce projet, Banksy raconte dans son livre Wall & Piece, qu'un jour, alors qu'il peignait sur le mur de séparation, un habitant est venu lui dire : « Vous embellissez le mur. » Banksy, flatté : « Merci, c'est gentil », fut aussitôt coupé par le vieil homme : « On ne veut pas que ce mur soit beau, on ne veut pas de ce mur, rentrez chez vous. ».
En mars 2005, il place des œuvres factices ou subversives au MoMA, au Met, au Brooklyn Museum, au musée américain d'histoire naturelle de New York, ainsi qu'à la Tate Britain ou au British Museum, qui, lorsque la supercherie est découverte (un faux artefact représentant au fusain un homme préhistorique poussant un chariot de supermarché en chassant des animaux), décide d'inclure l'objet dans sa collection permanente.
Au mois d'août de la même année, Banksy peint neuf images sur la barrière de séparation israélienne, dont l'image d'une échelle qui atteint le haut du mur, et une représentant des enfants creusant un trou pour atteindre l'autre côté. Durant cette période, Banksy réalise certains dessins au pochoir sur la barrière de séparation israélienne.
En avril 2006, il crée une sculpture représentant une cabine téléphonique rouge. Cette cabine, cabossée et fendue par une pioche, et qui semble saigner, est placée dans une rue de Soho. Elle est rapidement enlevée par les autorités.
La même année, au mois de septembre, il place une poupée gonflable en taille réelle à Disneyland (Californie), qui porte un uniforme orange comme ceux du camp de Guantánamo, au milieu du décor du parcours des montagnes russes. La sécurité de Disneyland bloque le train, interpelle un complice (Mr Brainwash) qui le filme, puis le libère faute de preuve. Il réussit ainsi à sortir avec la vidéo de la performance.
À la même période, Banksy « pirate » la sortie du disque de Paris Hilton avec environ cinq cents disques achetés en magasin. Le disque est remixé par Danger Mouse, la pochette et les photos sont modifiées par Banksy, et les copies remises discrètement en rayon, avec code barres d'origine, dans différents magasins britanniques. Les titres de chansons après modification étaient, par exemple, Why am I famous ? (« Pourquoi suis-je célèbre ? ») ou What have I done ? (« Qu'ai-je fait ? »). La pochette avec les photos retouchées de la star est estampillée de slogans comme : « 90% of success is just showing up » (« 90 % du succès, c'est juste de se montrer »).
En 2009, le pochoir No Ball Games est exécuté à Londres, en 2013 ; arraché du mur il est destiné à être vendu aux enchères par le Sincura Group. Le pochoir Slave Labour exécuté à Londres en 2012 est arraché en 2013 par son propriétaire et également destiné à être vendu aux enchères. De nombreux pochoirs de Banksy se retrouvent sur les murs des villes britanniques comme Bristol ou Londres, et certains étant menacés de destruction ou d'être recouverts par de la peinture voient des pétitions se créer pour défendre les créations de Banksy,.
Au cours de l'été 2009, une importante exposition lui a été consacrée au musée de Bristol, en Angleterre, avec plus de cent œuvres, et aura accueilli plus de 300 000 visiteurs pendant douze semaines.

### Années 2010
En 2010 sort le film Faites le mur ! (Exit Through the Gift Shop), réalisé par Banksy et présenté au Festival du film de Sundance, ainsi qu'à la Berlinale. Il fut d'ailleurs nommé grâce à celui-ci pour l'Oscar du meilleur film documentaire en janvier 2011. Le film présente des artistes comme Invader et Shepard Fairey, tous supposément filmés par Thierry Guetta, qui tente lui aussi de devenir un artiste urbain. Il s'attaque aux studios de la Fox, en détournant le générique des Simpson.
En 2011, juste après les émeutes qui ont secoué le Royaume-Uni, il diffuse sur Channel 4 un documentaire sur la désobéissance civile intitulé The Antics Roadshow.
À partir du 1er octobre 2013, il réalise des œuvres à New York, mêlant graffitis et installations dans des camions. Il intitule cette prestation Better out than in. Son premier graffiti est rapidement vandalisé. Il est aussi, à cette occasion, pisté par les fans. L'un d'eux dépose un pisteur dans un des camions qu'il a décorés, tandis qu'un autre diffuse une photo d'une personne qui serait Banksy, photo prise alors qu'un de ses camions était tombé en panne.
En 2013, dans le cadre de son exposition Better Out Than In (« Mieux vaut dehors que dedans »), Banksy installe incognito un stand éphémère sur le trottoir de Central Park pour y vendre certaines de ses œuvres à 60 $ pièce. Durant cette journée il vend sept œuvres pour un total de 420 $ ; celles-ci sont estimées à 160 000 $ l'unité.
En 2014, une de ses œuvres représentant un groupe de pigeons adressant à une hirondelle des pancartes « Les migrants ne sont pas les bienvenus », « Retourne en Afrique » et « Laissez-nous nos vers de terre » sur un mur de la ville de Clacton-on-Sea est effacée par la mairie car jugée « offensante et raciste », les responsables de la mairie ayant expliqué qu'ils ne savaient pas qu'il s'agissait d'une œuvre de Banksy et que l'aspect satirique de l'œuvre leur avait échappé.
Début 2015, Banksy se rend à Gaza, en Territoire palestinien, de manière clandestine en empruntant un réseau de tunnels souterrains. Sur place, il réalise plusieurs graffitis qui dénoncent la destruction de la ville et la vie quotidienne qui en résulte, et tourne une vidéo de deux minutes postée sur sa chaîne YouTube.
En août 2015, il ouvre son parc d'attractions Dismaland à Weston-super-Mare, sombre parodie de Disneyland qui s'avère être une exposition gigantesque réunissant des œuvres de Banksy ainsi que d'une cinquantaine d'artistes. Le 28 septembre 2015, le parc ferme ses portes au public avec un dernier concert après cinq semaines d'ouverture. L'artiste a fait savoir que le bois utilisé pour la construction du parc serait récupéré et envoyé à Calais afin d'être utilisé pour construire des abris pour les réfugiés.
À la fin de l'année 2015, Banksy poursuit son engagement à Calais en y réalisant plusieurs œuvres sur la crise des migrants. Un portrait de Steve Jobs défraye notamment la chronique : en représentant le créateur d'Apple portant un ordinateur et un baluchon, Banksy rappelle que celui-ci est le fils d'un immigré Syrien, arrivé aux États-Unis dans les années 1950. L'artiste réalise par ailleurs deux autres fresques. Sur l'une d'elles, un jeune garçon regarde au loin à travers une longue vue, sur laquelle s'est posé un vautour. À ses pieds, une valise symbolise le long voyage que doivent effectuer les migrants avant de tenter d'atteindre le Royaume-Uni. Une troisième fresque emploie l'image du célèbre tableau Le Radeau de la Méduse de Théodore Géricault, les naufragés faisant cette fois appel à un yacht passant au loin.
Au début du mois de mars 2017, une nouvelle installation financée et réalisée par Banksy est ouverte : le Walled Off Hotel, hôtel 3 étoiles avec vue sur le mur de séparation à Bethléem, où sont entreposées, peintes des œuvres de l'artiste. Sont disponibles dans cet hôtel quatre types de chambres : les « Artist », remplies d’œuvres d'art, les « Scenic », avec vue sur le mur, les « Budget », disposant du prix le moins élevé et équipées de matériel issu de baraquements de l'armée israélienne ainsi que la suite dite "présidentielle", la plus chère et la plus luxueuse. Il précise que les fonds récoltés sont réinjectés dans des projets locaux. Un piano bar aux couleurs d'une Angleterre coloniale, une galerie où sont exposées les œuvres de artistes palestiniens célèbres, un musée retraçant l'histoire du conflit israélo-palestinien mais aussi une librairie peuvent être visités dans cet hôtel.

Girl with Balloon, pochoir fait sur le Waterloo Bridge à South Bank (Londres), datant de 2002 (photographié en 2004).

En mai de la même année, il revendique la paternité du grand Brexit, peinture ornant la façade aveugle d'une maison de Douvres. Elle illustre un ouvrier supprimant une étoile du drapeau européen, ce qui y provoque des lézardes.
Lors de la journée mondiale des réfugiés, le 20 juin 2018, il commence à réaliser une série d'œuvres à Paris dénonçant la politique du gouvernement français sur la question des migrants, le capitalisme ou encore en rendant hommage aux victimes du Bataclan : La Jeune Fille triste. Il revendique plusieurs œuvres sur Instagram, indiquant en description : « 50 ans après les événements de mai 1968 à Paris. Là où est né l’art du pochoir moderne ». Pour stopper les dégradations importantes que subissent les installations, des plaques de plexiglas sont installées par des galeristes. Mais plusieurs des œuvres parisiennes sont volées : par exemple, l'hommage peint sur la porte du Bataclan (finalement retrouvé en Italie et rendu à la France le 14 juillet 2020), puis le rat peint en 2018 au verso d'un panneau signalant l'entrée du parking du Centre Georges-Pompidou.

### Années 2020
Le 6 juin 2020, Banksy diffuse sur les réseaux sociaux deux images de son œuvre en hommage à George Floyd, l'afro-américain mort en mai 2020 lors de son interpellation par plusieurs policiers. Sur la première, on voit une silhouette noire entourée de fleurs et de bougies, dont l'une est allumée. La deuxième image montre toujours la même œuvre mais en plan large et on aperçoit que la bougie allumée commence à brûler le drapeau des États-Unis.
Le 14 juillet 2020, une des œuvres de Banksy, La Porte, volée en 2019 et retrouvée en Italie, est restituée à la France. Cette « jeune fille à l'air triste » avait été réalisée par l'artiste en mémoire de l'attentat de novembre 2015 au Bataclan, salle de spectacle parisienne.
En août de la même année, Banksy finance le Louise Michel, un navire de sauvetage en Méditerranée affrété en Espagne et dont Pia Klemp prend le commandement. Il s'agit d'une ancienne vedette de surveillance de la douane française, où elle était nommée Suroît (DF 42), autrefois peinte en gris et actuellement en blanc et rose. L'information n'est publiée par The Guardian qu'après un premier sauvetage de 89 personnes. Le navire demande un port de débarquement après un deuxième sauvetage qui fait monter à 219 le nombre de réfugiés à bord.
En mars 2021, Banksy vend une de ses œuvres aux enchères pour soutenir les équipes soignantes britanniques à travers la pandémie de Covid-19. Intitulée Game Changer, elle représente un petit garçon jouant avec une poupée infirmière.
Une exposition autorisée par Banksy lui-même se tient du 25 mars au 22 mai 2021 à Bruxelles (Belgique) à l'occasion de l'inauguration d'une nouvelle galerie d'art, Deodato Art. Certifiée Pest Control — unique autorité d'authentification reconnue par Banksy —, la collection contient certaines des œuvres les plus célèbres de l'artiste, notamment Queen Mary, le triptyque Flower Thrower, Napalm et Love Rat, qui représente l'auteur.
Un hôtel-musée en hommage à Banksy est inauguré le 9 juin 2021 à Paris, The Walled Off Hotel.
Il est décoré avec des reproductions de ses installations et graffitis les plus connus et est une réplique de l'hôtel jouxtant le mur de séparation construit par Israël à Bethléem, en Cisjordanie,.
Banksy réapparait en août 2021, en réalisant des œuvres en plusieurs endroits de la côte anglaise, dans le Norfolk et le Suffolk. Alors que la rumeur court dans ces régions, à travers les badauds convaincus qu'il s'agit de Banksy, ce dernier poste le 13 août 2021 sur Instagram une vidéo intitulée « A Great British Spraycation », où on le voit se déplacer dans son camping-car en différents endroits de la côte d'East-Anglia et réaliser ses pochoirs. Cette vidéo dépasse le million de vues en moins de deux heures.
En décembre 2022, Banksy réalise sept œuvres en Ukraine, alors en guerre contre la Russie, dans les villes de Kiev, Borodianka et Irpin, Elles se trouvent essentiellement sur des bâtiments dévastés par les bombardements. Le 24 février 2023, pour le premier anniversaire du conflit russo-ukrainien, la poste ukrainienne édite un timbre d'après un des pochoirs de Banksy. Il figure un jeune garçon en habit de judoka, mettant au tapis un homme ressemblant à Vladimir Poutine. Ce dernier est en effet connu pour pratiquer cet art martial.
Le 22 décembre 2023, une œuvre de Banksy sur un panneau de signalisation d'une valeur estimée à 500 000 livres sterling disparaît à Londres, emportée sous le bras par un homme.
Le 30 mai 2025, un pochoir attribué à Banksy est découvert dans une rue de Marseille. Le lendemain, Banksy confirme être à l'origine de cette œuvre en la publiant sur son compte Instagram.

### Intervention dans des zoos

ATM attacking a girl, Rosebery Avenue, Londres (2008).

Au zoo de Londres, Banksy entra dans l'enclos des manchots et y peint en lettres de deux mètres de haut « We're Bored of Fish » (« On en a assez du poisson »).

Kissing Policemen, Brighton (2005).

Il s'introduit également dans l'enclos des éléphants du zoo de Bristol et laisse le message « I want out. This place is too cold. Keeper smells. Boring, boring, boring. » (« Je veux sortir de là. Il fait trop froid ici. Le gardien sent mauvais. Je m’ennuie, je m’ennuie, je m’ennuie. »)

### Procès en diffamation, fin de l'anonymat?
En 2023 à la suite de la reproduction et de l'utilisation des graphismes de l'artiste sans son autorisation (puisqu'il est anonyme) par une entreprise anglaise spécialisée dans les produits dérivées, Banksy lance un appel sur les réseaux sociaux :
« Alerte à tous les voleurs à l'étalage. Merci d'aller à la boutique Guess de Regent Street. Puisqu'ils se sont servis de mes créations sans demander, comment pourrait-il être injuste que vous en fassiez de même avec leurs vêtements ? ».
L'entreprise décide alors de déposer une plainte en diffamation, ce qui devrait obliger l'artiste à révéler son identité pour se défendre,.

## Techniques
Les œuvres de Banksy sont, pour la plupart de ses peintures, effectuées avec des pochoirs. Dans son livre Wall and Piece, Banksy explique cette décision : il travaillait lentement lors de ses débuts, et se faisait souvent prendre en flagrant délit. Les pochoirs permettent de travailler beaucoup plus rapidement sur les lieux, car une partie du travail peut être effectuée à l'avance.
Il effectue également de nombreuses installations très variées.
Selon des spéculations fondées sur des images prises par des caméras de vidéosurveillance ; il serait originaire des environs de Stoke-on-Trent au Royaume-Uni, il serait né en 1973 ou 1974 et se nommerait Robert Banks, ou encore Robin Gunningham. Son identité aurait été découverte en 2016 grâce à une méthode scientifique,.
Le 23 juin 2017, le DJ Goldie aurait révélé accidentellement l’identité de Banksy lors d'une interview donnant le prénom de l'artiste, Robert, les médias et les fans de l'artiste concluant qu'il s'agirait de Robert Del Naja, un membre de Massive Attack. Cette théorie est alimentée par le rapprochement effectué par le journaliste Craig Williams entre les emplacements et dates de création des œuvres et les dates de tournée du groupe de musique. Le leader de Massive Attack réfute cette théorie mais révèle qu'ils sont amis.

### Authentification des œuvres de Banksy
Le succès de Banksy dans le monde entier et son anonymat accentuent le nombre d'imitations et posent de nombreux problèmes concernant l'authentification de certaines œuvres, notamment lorsqu'elles ne sont pas signées. Pour y remédier, Banksy utilise différents canaux pour authentifier ses œuvres. Depuis 2009, la société Pest Control, liée à Banksy, est la seule à reconnaître ou non ses œuvres pour éviter les fraudes. Il utilise également son compte Instagram et parfois son site internet pour revendiquer ses pochoirs.

## Ventes aux enchères
- Keep it Spotless, 214 × 305 cm, vendu 1 230 000 € chez Sotheby's à New York, le 14 février 2008[72]
- The Rude Lord, une peinture détournée, vendue 463 000 € chez Sotheby's à Londres le 12 octobre 2007[73]
- Le 5 octobre 2018, lors d'une vente aux enchères organisée chez Sotheby's à Londres, une version sur papier peinte à la bombe et à l'acrylique de l’œuvre Girl with Balloon (There is always hope), parue pour la première fois sur un mur de Londres en 2002, s'est presque entièrement autodétruite, au moyen d'un destructeur de documents dissimulé dans le cadre, immédiatement après avoir été adjugée 1 042 000 livres sterling (1 200 000 euros)[74]. L'artiste a commenté cette action sur Instagram par « Going, going, gone… », soit « Adjugée, adjugée, vendue… »[75]. Banksy a souvent critiqué l'establishment et le marché de l'art pour leur récupération[76],[77]. Il affirme que Sotheby's n'était pas au courant que le cadre contenait ce mécanisme[78]. Dans une vidéo intitulée Shred the Love publiée sur son site Internet, il a expliqué la conception de cette action et a montré que, durant les essais préparatoires, l'œuvre s'était totalement autodétruite[79].
- Le 3 octobre 2019, la toile Devolved Parliament représentant le Parlement britannique peuplé de singes est adjugée 9,9 millions de livres sterling (11,1 millions d’euros) à Londres, record pour l’artiste[80].
- Le 26 juillet 2020, un triptyque sur la crise migratoire est vendu 2,4 millions d'euros. Cette somme doit aller à un hôpital pour enfant à Bethléem[81].
- Le 21 octobre 2020, le tableau Show me the Monet, issu de la série des Crude Oils (« Peintures à l'huile vulgaires ») est vendu à Londres par la maison Sotheby's, pour 7,7 millions de livres sterling. Ce tableau est ainsi en seconde position des ventes les plus élevées de Banksy[82].
- Le 4 mars 2021, l'œuvre Morons de Banksy est brulée pour en faire un NFT[83]. Elle est par la suite vendue aux enchères, estimée à 100 000 $ ; l'œuvre n'a pour l'instant recolté qu'une enchère à 2 eth (ethereums) soit environ 5 000 €.
- Le 14 octobre 2021, son œuvre La Petite Fille au ballon, qui s'était partiellement auto-détruite grâce à un broyeur à papier caché dans son cadre lors d'une vente aux enchères le 5 octobre 2018, est remise en vente par son acheteuse. Les enchères atteignent cette fois 21,8 millions d’euros, ce qui constitue un record pour Banksy[84].
- Le 4 mars 2025, une des rares peintures sur toile de Banksy, Crude Oil (alias Toxic Beach), inspirée de l’œuvre de jack Vettriano Singing Butler, a été vendue à Londres 4,3 millions de livres soit plus de 5 millions d’euros[85].

## Publications
Banksy a auto-édité plusieurs livres. Ces livres, qu'il commente, recueillent ses œuvres, expositions et peintures :
- Banging Your Head Against a Brick Wall, 2001  (ISBN 978-0-9541704-0-0)
- Existencilism, 2002  (ISBN 978-0-9541704-1-7)
- Cut It Out, 2004  (ISBN 978-0-9544960-0-5)
- Wall and Piece, 2005  (ISBN 978-1-84413-786-2)
- Pictures of Walls, 2005  (ISBN 978-0-9551946-0-3)
- You Are an Acceptable Level of Threat, 2012  (ISBN 978-1908211088)

Autres :
- Wall and Piece, Random House, 2005 Le livre est un best-seller plusieurs années suivant sa sortie[86].
- Guerre et Spray [« Banksy, Walls and Piece »], Paris, éditions Alternatives, 2010, 238 p. (ISBN 978-2-86227-673-1)

À partir de 2019, Steve Lazarides, l'ex-galeriste de Banksy, publie la série de livres Banksy captured, retraçant les débuts du street artiste avec de nombreuses photos inédites.

## Filmographie

### Cinéma
- Faites le mur ! (Exit Through the Gift Shop), sorti en 2010
- Saving Banksy, de Colin Day, sorti en janvier 2017

### Télévision
- The Antics Roadshow (2011), diffusé le 13 août 2011 sur Channel 4